# Panopsis suaveolens
Panopsis suaveolens là một loài thực vật có hoa trong họ Quắn hoa. Loài này được (Klotzsch) Pittier miêu tả khoa học đầu tiên năm 1923.